# Valkyrie
Valkyrie (titulada Valkiria en España y Operación Valquiria en Hispanoamérica) es un largometraje dirigido por Bryan Singer, estrenado en 2008. En la película, Tom Cruise encarna al coronel alemán Claus von Stauffenberg, un aristócrata que participa junto a otros militares y políticos alemanes en el intento de acabar con la vida de Adolf Hitler en el atentado del 20 de julio de 1944 y tomar el control del país.

## Argumento
Durante la Segunda Guerra Mundial, el coronel de la Wehrmacht, Claus von Stauffenberg (Tom Cruise) es gravemente herido durante un ataque aéreo llevado a cabo por la Royal Air Force  en Túnez, como resultado pierde una mano y un ojo, siendo evacuado a Alemania. Mientras tanto, el comandante Henning von Tresckow (Kenneth Branagh) fracasa en su intento por asesinar a Adolf Hitler escondiendo una bomba en el avión donde viajaba el Führer. Más tarde descubre que la Gestapo ha arrestado al comandante Hans Oster, por lo que ordena al general Friedrich Olbricht (Bill Nighy) encontrar un sustituto. El elegido es Stauffenberg. Olbricht acompaña a Stauffenberg a una reunión secreta de los conspiradores, entre los que se encuentran el general Ludwig Beck (Terence Stamp), el doctor Carl Goerdeler (Kevin McNally) y Erwin von Witzleben (David Schofield). Stauffenberg descubre que el grupo no tiene nada previsto para después del asesinato de Hitler.
En el transcurso de un bombardeo tiene la idea de poner en marcha la Operación Valkiria, la cual involucraría al ejército de la reserva, que mantiene el orden en caso de emergencia nacional. Los conspiradores trazan un cuidadoso plan que desmantelará el régimen nazi tras la muerte de Hitler. El general Friedrich Fromm (Tom Wilkinson), jefe del ejército de reserva, es el único que puede iniciar Valkiria, así que le ofrecen un puesto como jefe de la Wehrmacht para lograr su adhesión al plan. Fromm es reacio a involucrarse, pero tampoco quiere quedarse apartado en caso de que Stauffenberg tenga éxito. Una vez redactado el nuevo programa es necesario que este sea firmado por Hitler (David Bamber). Stauffenberg acude a la residencia del Führer en Berghof, en los Alpes Bávaros. En presencia de gran parte de la cúpula nazi, como Joseph Goebbels, Wilhelm Keitel, Heinrich Himmler, Hermann Göring y Albert Speer, Hitler elogia el heroísmo de Stauffenberg, dando el visto bueno a las modificaciones introducidas en la Operación Valkiria, creyendo que Stauffenberg es un militar leal.
Carl Friedrich Goerdeler insiste en atentar contra Hitler y Himmler en Wolfsschanze (Guarida del Lobo), en la antigua Prusia Oriental. En sus propias palabras: «¿Qué sentido tiene eliminar a un loco para que un lunático ocupe su puesto?». Tras una breve charla el coronel Mertz von Quirnheim (Christian Berkel) instruye a Stauffenberg en el uso de los detonadores. Este último logra convencer al general Erich Fellgiebel (Eddie Izzard) para que corte las comunicaciones con la Guarida del Lobo cuando tenga lugar el atentado. El 15 de julio de 1944 es el día señalado, pero Himmler no acude a la reunión, con lo que Stauffenberg no logra permiso para llegar hasta el final. Esto provoca el enfrentamiento entre Stauffenberg y los confabuladores políticos más reticentes. Mientras tanto, el ejército de la reserva es movilizado a espaldas de Fromm, que ve en esta maniobra una amenaza, advirtiendo a Olbricht y Stauffenberg con arrestarles si se vuelven a repetir los hechos.
El 20 de julio Stauffenberg y su ayudante, el teniente Werner von Haeften (Jamie Parker), vuelven a intentarlo en la Guarida del Lobo. Allí descubren que la reunión de los colaboradores de Hitler tendrá lugar en una sala con ventanas, con lo que la explosión que provoque la bomba será dispersada, perdiendo eficacia. No obstante, Stauffenberg decide continuar con su plan, activa la bomba, accede a la reunión y coloca el dispositivo, abandonando el barracón. Uno de los asistentes a la reunión desplaza el maletín que oculta la bomba tras de una de las gruesas patas de la mesa, lo que a la postre salva la vida del Führer. Dando por hecho que Hitler ha muerto, Stauffenberg abandona el complejo militar, y no sin ciertas dificultades logra llegar al aeródromo, donde tomará un vuelo hacia Berlín.
Una vez en el Bendlerblock, Olbricht teme movilizar la reserva hasta tener la completa seguridad de que Hitler está muerto. Mertz von Quirnheim fuerza la orden de activación de las tropas; con la Operación Valkiria en marcha, Stauffenberg y los demás conspiradores ordenan arrestar a miembros del Partido Nazi y oficiales de las SS, supuestamente involucrados en el magnicidio. Con el control del gobierno en Berlín, intentan hacerse con otras regiones militares, pero pronto empiezan a surgir dudas entre militares fieles al régimen. Mientras, el mariscal de campo Wilhelm Keitel (Kenneth Cranham) comunica a Fromm que Hitler ha sobrevivido. De esta forma, para salvar su vida el general traiciona a Stauffenberg. Poco a poco los principales miembros de la conspiración son detenidos en los pasillos del Ministerio; para poder ocultar su implicación en la trama, Fromm permite que Ludwig Beck pueda suicidarse, desobedeciendo las órdenes de Hitler, una decisión que luego le costará la vida. Esa misma noche, Stauffenberg y sus colaboradores más cercanos son ejecutados.

## Reparto
- Tom Cruise - Coronel Claus von Stauffenberg
- Bill Nighy - General Friedrich Olbricht
- Tom Wilkinson - Coronel General Friedrich Fromm
- Christian Berkel - Coronel Albrecht Ritter Mertz von Quirnheim
- Terence Stamp - Coronel General Ludwig Beck
- Kevin McNally - Dr. Carl Friedrich Goerdeler
- David Schofield - Mariscal de Campo Erwin von Witzleben
- Jamie Parker - Teniente Werner von Haeften
- Eddie Izzard - General Erich Fellgiebel
- Carice van Houten - Nina von Stauffenberg
- Halina Reijn - Margarethe von Oven
- David Bamber - Adolf Hitler
- Thomas Kretschmann - Comandante Otto Ernst Remer
- Kenneth Branagh - Comandante General Henning von Tresckow
- Kenneth Cranham - Mariscal de Campo Wilhelm Keitel
- Harvey Friedman - Joseph Goebbels
- Matthias Freihof - Heinrich Himmler
- Gerhard Haase-Hindenberg - Hermann Göring
- Anton Algrang - Albert Speer
- Helmut Stauss - Juez Roland Freisler
- Matthias Schweighöfer - Teniente Franz Herber